# Geraldine Chacón

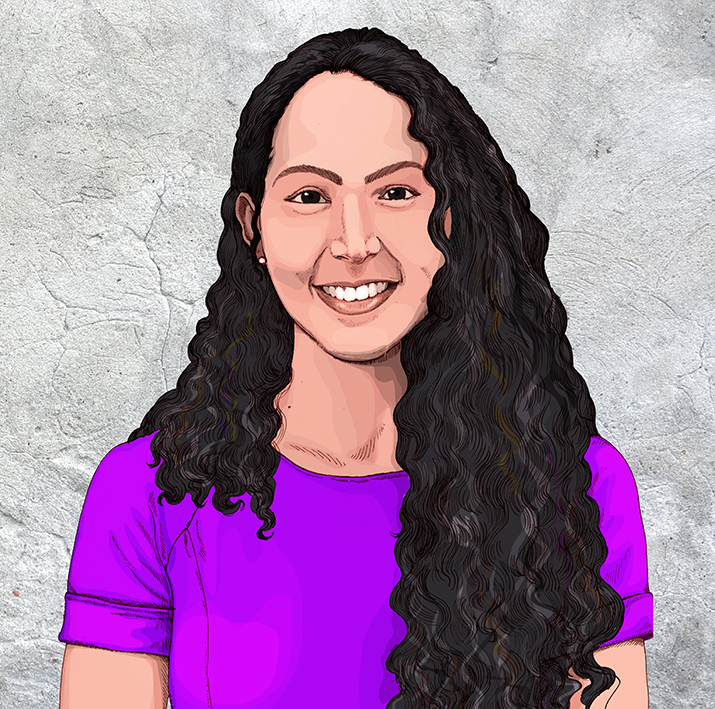
Geraldine Chacón (2018)

Geraldine Patricia Chacón Villarroel  (* 25. Dezember 1993 in Caracas, Venezuela) ist eine venezolanische Rechtsanwältin mit einem Schwerpunkt auf Menschenrechten. Amnesty International stufte Chacón nach ihrer Verhaftung 2018 als politische Gefangene (Prisoner of conscience) ein und verlangte ihre sofortige Freilassung.

## Leben
Geraldine Chacón wuchs in Caracas auf. Sie studierte in Caracas an der Universidad Metropolitana Jura. Chacón arbeitete als Prozessanwältin und Gerichtsassistentin in einer Anwaltskanzlei und seit 2016 als Rechtsberaterin für die Zentralbank von Venezuela.
Seit ihrem 14. Lebensjahr setzt sich Geraldine Chacón friedlich für die Menschenrechte ein. Sie gründete und koordinierte an der Universität Caracas das Jugendnetzwerk von Amnesty International Venezuela. Sie arbeitete als Freiwillige bei der lateinamerikanischen NGO „Un Techo para mi País“, deren Ziel es ist, sichere Wohnungen zu schaffen. Chacón leitet die NGO Fundación Embajadores Comunitarios, die benachteiligte Jugendliche in Armenvierteln unterstützt.

## Verhaftung
Geraldine Chacón wurde am 1. Februar 2018 in den frühen Morgenstunden von Mitarbeitern des Bolivianischen Nationalen Nachrichtendienstes (Servicio Bolivariano de Inteligencia Nacional, SEBIN) ohne Haftbefehl und unter falscher Anschuldigung festgenommen. Sie wurde zum Verhör nach El Helicoide gebracht und dort inhaftiert. Die von der venezolanischen Justiz erlassene Anordnung, sie freizulassen, wurde von den Gefängnisbehörden zunächst ignoriert. Sie wurde zwar vom Gericht freigesprochen, die Regierungsbehörden behielten sie dennoch für vier Monate im Gefängnis. Erst am 1. Juni 2018 wurde sie endgültig freigelassen mit der Auflage, das Land nicht zu verlassen. Ihr droht die Gefahr, jederzeit festgenommen werden zu können. Amnesty betrachtet sie weiterhin als gefährdet. 